# 澳洲林鼠屬
澳洲林鼠屬（Conilurus），哺乳綱、囓齒目、鼠科的一屬，而與澳洲林鼠屬（狐尾澳洲林鼠）同科的動物尚有盔鼠屬（盔鼠）、狐尾雲鼠屬（狐尾雲鼠）、居鼠屬（居鼠）、穀鼠屬（魯氏穀鼠）等之數種哺乳動物。